# Chionodes fumatella
Chionodes fumatella — вид лускокрилих комах з родини виїмчастокрилі молі (Gelechiidae).

## Поширення
Вид поширений майже у всій Європі, в Туреччині, на Кавказі, в Монголії та від Сибіру до Далекого Сходу.

## Опис
Розмах крил 12-19 мм. Передні крила димчасто-сіро-коричневі з трьома чорними плямами. Задні крила сірі (рябо-сірі).

## Спосіб життя
Дорослі особини були зареєстровані на крилі з червня по серпень. Личинки годуються на Lotus corniculatus.